# 本行寺 (岡山市)
本行寺（ほんぎょうじ）は、岡山県岡山市北区蕃山町にある顕本法華宗の寺院。山号は本涌山。

## 歴史
慶長16年（1611年）、一音院日円が池田輝政の外護を受けて岡山市野田屋町に日蓮宗妙満寺派（現在の顕本法華宗）の寺院として創建した。江戸時代後期に伽藍を全焼し、寛政年間（1789年 - 1801年）に再建される。1868年の明治維新で再び荒廃するが、明治42年（1909年）能仁日統（28世、本行寺中興）の代に庫裡を改築した。大正時代に本堂を大修理し、町内にあった本門山宝仙寺を合併した。昭和20年（1945年）6月29日の岡山大空襲のため山門を残して全焼、戦後の区画整理のため現在地に移転した。昭和24年（1949年）庫裡を復興した。現在の本堂は昭和37年（1962年）に再建されたもの。

## 境内
- 山門　岡山市被災建築物に指定され戦災を物語る。